# 和木町立和木中学校
和木町立和木中学校（わきちょうりつわきちゅうがっこう）は、山口県玖珂郡和木町にある公立中学校。
校訓は「勇気 愛情 英知」。敷地内には「自尊」と「敬虔」の2つの石碑がある。2025年4月現在で187人が在籍。
野球部は県内屈指の強豪校として知られる。

## 伝統
和木中学校の伝統として労作が挙げられる。
夏休みの長期休暇中も欠かさず行われる。